# اتندورف
اتندورف (به فرانسوی: Ettendorf) یک کمون در فرانسه با جمعیت ۸۱۹ نفر است که در Canton of Hochfelden واقع شده‌است.